# کریسمس لونی تونز
هی، اردک انسان! کریسمس لونی تونز (به انگلیسی: Bah, Humduck! A Looney Tunes Christmas) که به عنوان کریسمس لونی تونز هم شناخته می‌شود، یک انیمیشن کوتاه در ژانر کمدی و خانوادگی است که در ۱۴ نوامبر ۲۰۰۶ به مناسبت کریسمس به کارگردانی چارلز ویسر منتشر شد. این انیمیشن اقتباسی از رمان چارلز دیکنز با عنوان سرود کریسمس به همراه شخصیت‌های محبوب لونی تونز از جمله دافی داک می‌باشد.